# Deuxnouds-aux-Bois
Pour l’article homonyme, voir Deuxnouds-devant-Beauzée.
Deuxnouds-aux-Bois est une commune associée du département de la Meuse, en région Grand Est.

## Géographie
Village sur le ruisseau de Deuxnouds.

## Toponymie
Anciennes mentions : Domnaus-villa (915) ; Ecclesia de Donaus (962) ; In Donnaus (980) ; De Daunouls (1157) ; Donnaus-juxta-castrum-Haddonis (1015) ; Domnot (1180) ; De Dennatis (XIe siècle) ; Dounoux (1642) ; Deuxnoux (1656) ; Deux-Nœuds (1700) ; Deunoux, Deunotum (1738) ; Deux-Nouds (1749).

## Histoire
Le 1er janvier 1973, Lamorville fusionne avec Deuxnouds-aux-Bois sous le régime de la fusion-association.

## Politique et administration
| Période                                  | Période | Identité    | Étiquette | Qualité |
| ---------------------------------------- | ------- | ----------- | --------- | ------- |
|                                          |         | Samuel RAZE |           |         |
| Les données manquantes sont à compléter. |         |             |           |         |

## Démographie
| 1936 | 1946 | 1954 | 1962 | 1968 |
| ---- | ---- | ---- | ---- | ---- |
| 77   | 54   | 61   | 62   | 56   |